# Цілинні землі

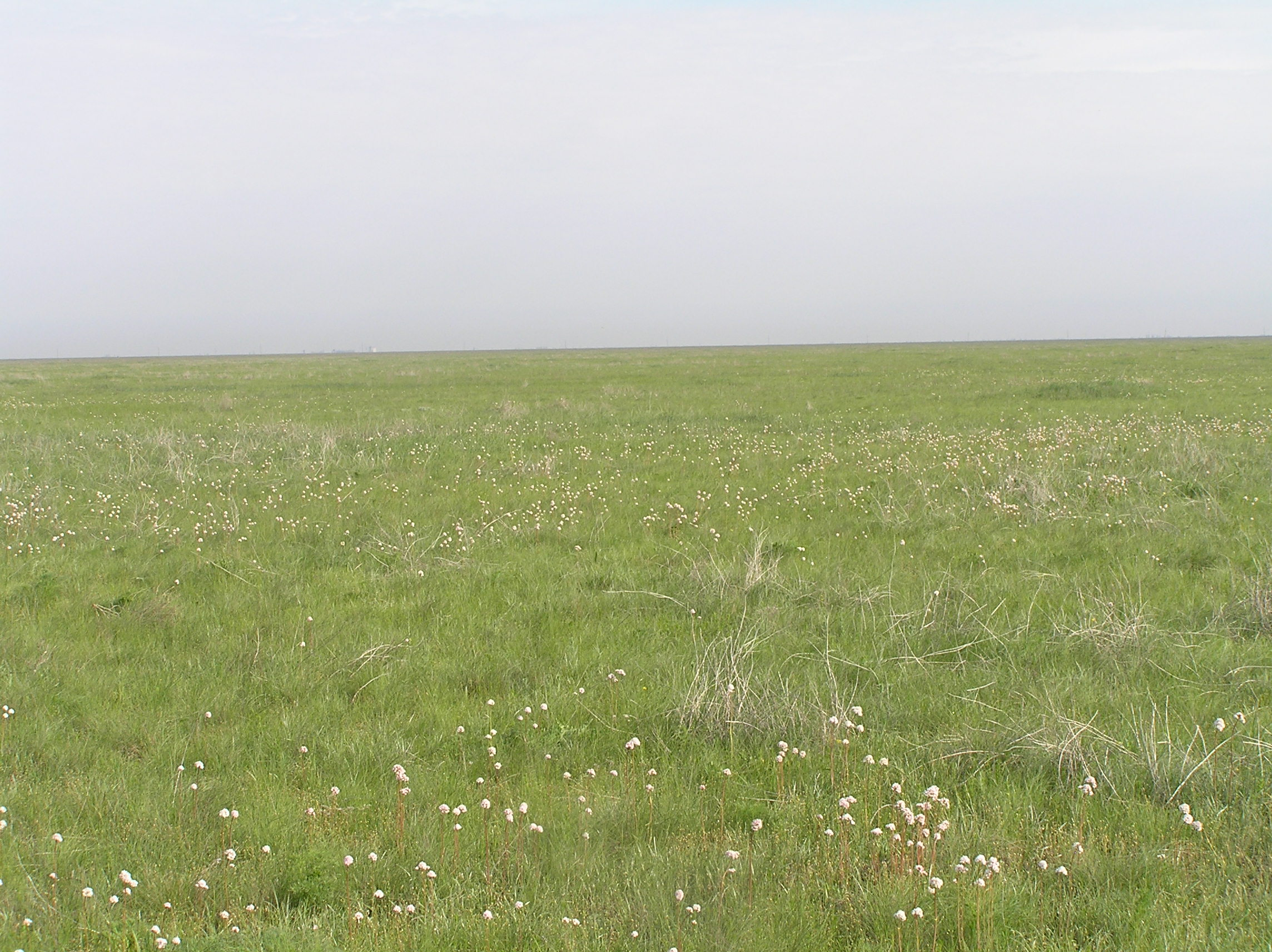
Цілинний степ у заповіднику Асканія-Нова

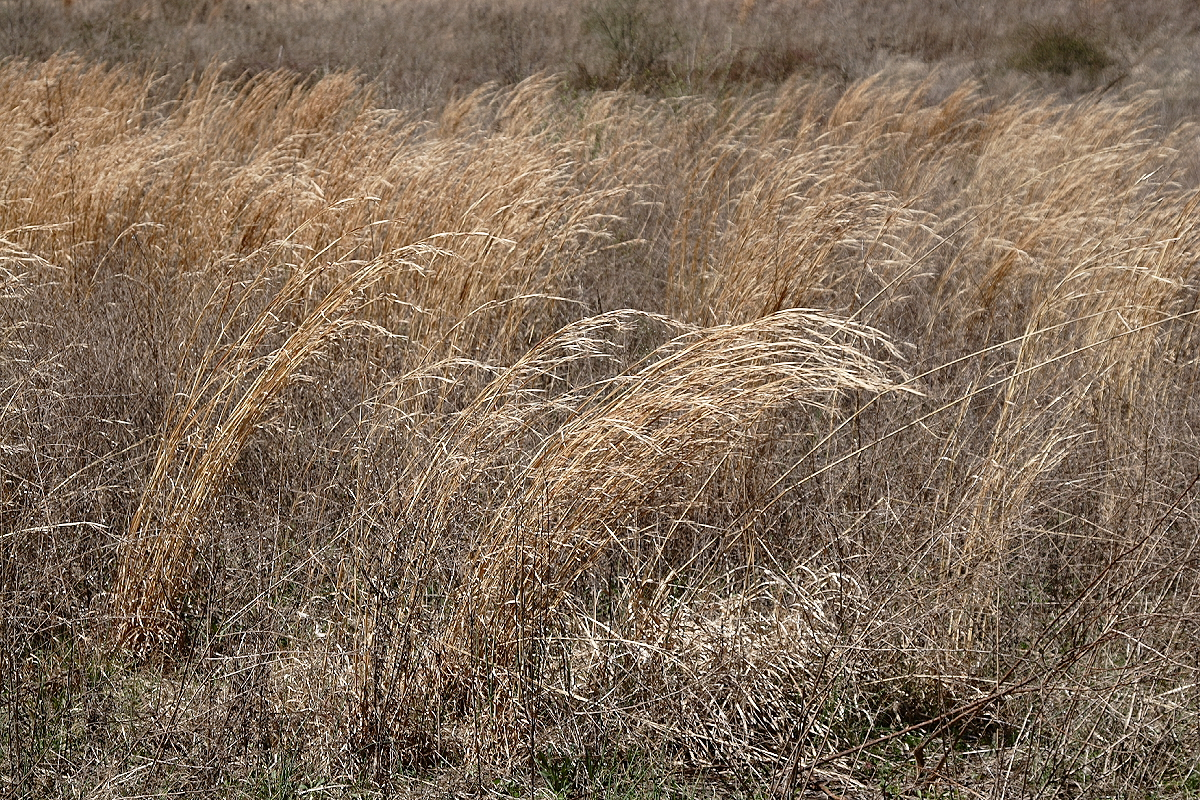
Цілинні землі у преріях Іллінойсу

Цілинні землі (цілина́, новина́, розм. ціли́к) — необроблювані, нерозорані, але придатні для сільського господарства землі. У переносному значенні: те, що не зазнало людського впливу, незаймане, необроблене.
Ті що тільки час від часу обробляються, називають перелоговими (Див. Перелогова система землеробства).
Тепер ні в Україні, ні на Передкавказзі цілинних земель немає (за винятком степових заповідників); натомість до другої половини 18 століття майже весь південь України і Передкавказзя становили цілинний степ. У кінці 18 ст. він являв собою 90 % усього простору, у середині 19 століття — 50 %, на початку 20 століття близько 20 % (його використовували під пасовища для овець); у 1940-их pp. всі цілинні землі в Україні й на Кубані були заорані. Таким чином заорювання цілинних земель ширилося разом з розселенням українського селянства. Так було і під час поселення українців за межами їхньої національної території на Східному Передкавказзі, Надволжі, Уралі й з кінця 19 століття в Азії (тільки на Зеленому Клині українські селяни селилися переважно на терені викорчуваних ними лісів). Найбільше цілинні землі розорали українські колоністи в Північному Казахстані і в Південно-Західному Сибіру, у так званому Середньо-Азійському Степовому краю.

## Цілинні землі у СРСР
За радянських часів освоєння цілинних земель до 1953 було невелике. З 609 млн га сільськогосподарських угідь всього СРСР постійно оброблялося тільки близько 225 млн га (у тому ч. 32 млн га в Українській РСР). Для збільшення виробництва зерна Микита Хрущов запропонував на вересневому пленумі ЦК КПРС 1953 поширити посівну площу шляхом освоєння цілинних земель, а наступного року ЦК КПРС і Рада Міністрів СРСР ухвалила постанову «Про дальше освоєння цілинних і перелогових земель для збільшення виробництва зерна» (17 серпня 1954), на основі якої у 1954 — 1963 освоєно близько 42 млн га цілинних земель (у тому числі за 1954 — 1956 близько 36 млн га). Освоєння цілинних земель відбувалося у районах Казахської РСР (21,4 млн га, у тому числі у північній частині, так званому Цілинному краю 15,1), у Надволжі (3,4), на Уралі (5,3), у Західному Сибіру (7,4) й у Східному Сибіру та на Далекому Сході (4,5 млн га). В УРСР незначне освоєння земель велося на Поліссі — осушення боліт і заболочених земель.
Урожайність зернових культур цілинних земель спершу була невелика, згодом дещо покращала; за офіційними даними, загальний збір зернових на цілинних землях становив у млн т (у дужках частка до зборів у всьому СРСР): 1950 — 25,6 (31,5 %), 1960 — 58,7 (46,8 %), а 1976 — 52,6 (36,9 %) млн т. Таким чином поряд з Українською РСР й Північним Кавказом цілинні землі стали новою базою зернового господарства СРСР. На цілинних землях переважала система радгоспів; тільки 1954—1956 було утворено 425 радгоспів, кожний з посівною площею у середньому 2 530 000 га. Число радгоспів зросло з 120 у 1953 до 694 у 1963; одночасно число колгоспів зменшилося з 1 170 до 92.

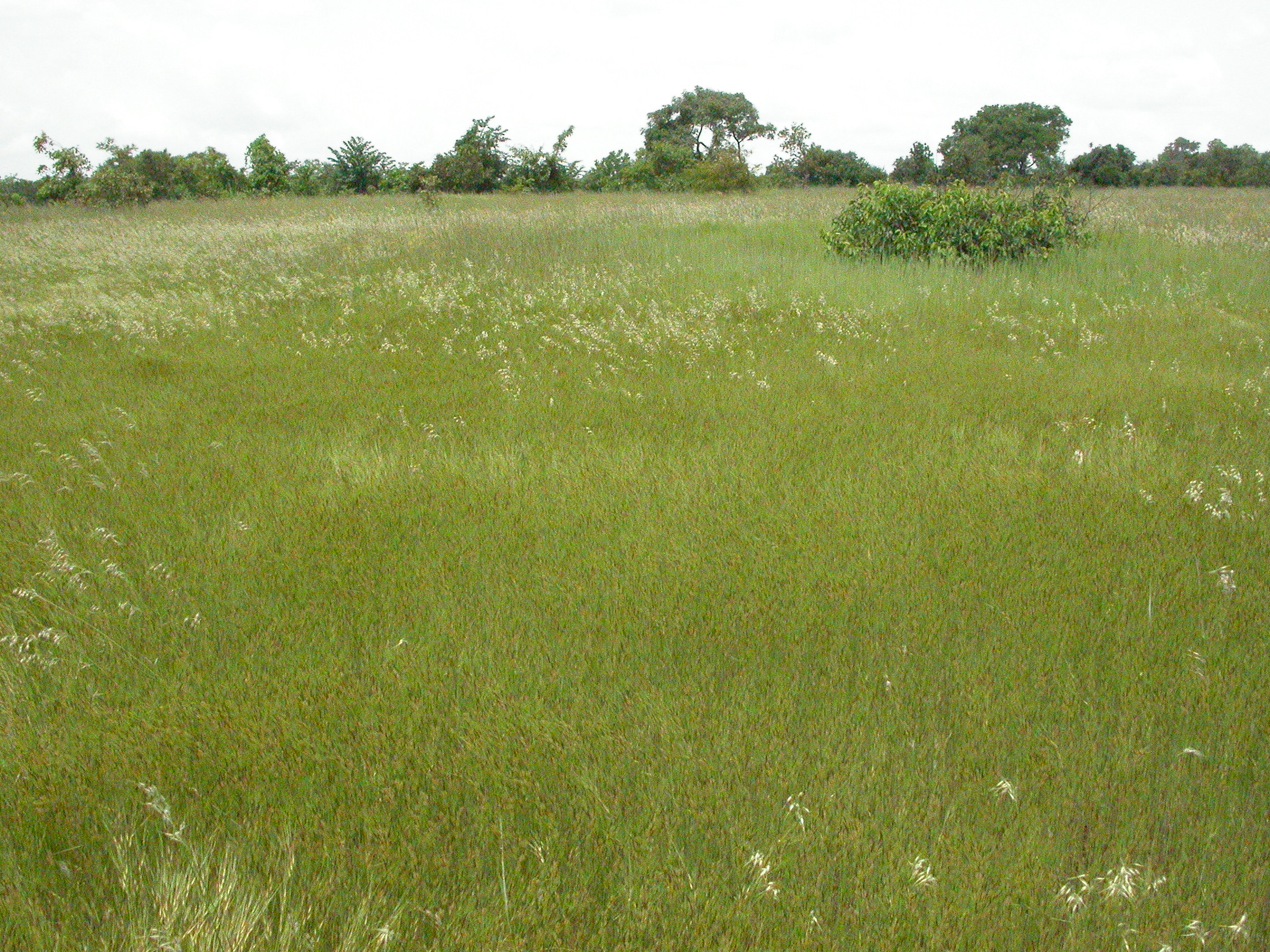
Цілинні землі у савані Буркіна-Фасо

Для реалізації освоєння цілинних земель потрібна була матеріально-технічна база і кадри. Значну частину їх мусила дати Українська РСР. Тільки 1954—1955 з неї відправлено на цілинні землі понад 26000 тракторів та велика кількість сільськогосподарських машин. У висліді масової пропаґанди за «добровільний» виїзд молоді на цілинні землі вислано в 1954—1956 з України до Казахстану й Сибіру понад 80 000 молоді; на постійну працю на цілинні землі висилано 2/3 всіх випускників навчальних закладів УРСР. Крім того, щороку з Української РСР висилали на цілинні землі десятки тисяч студентів під час так званого літнього трудового семестру на спорудження житлових будинків для робітників, шкіл, елеваторів, машиннотракторних майстерень, мостів, шосейних шляхів тощо.
1964 лише в Кустанайській області працювало 5 700 студентів вищих шкіл і технікумів Української РСР. Українська молодь, відірвана від національного пня і кинена в чужі обставини, зазнавала денаціоналізації й русифікації, що сприяло здійсненню політики утворення «єдиного совєтського народу».
1963 ЦК КПРС припинив акцію дальшого освоєння цілинних земель, спрямовуючи зусилля на збільшення урожайності на вже освоєних. Це рішення було вислідом досвіду, який свідчив про обмежене значення цілинних земель, зокрема в Азії через суворі кліматичні умови. Урожайність зерна на цілинних землях на 1/3 нижча, ніж в інших частинах СРСР (12 і 16 центнерів з 1 га), і хоч цілинні землі становили 29,5 % усієї посівної площі СРСР, збір зерна з них ледве досягав 18,0 %.